# Кенбридж (Вірджинія)
Кенбридж (англ. Kenbridge) — місто (англ. town) в США, в окрузі Луненберг штату Вірджинія. Населення — 1112 особи (2020).

## Географія
Кенбридж розташований за координатами 36°57′39″ пн. ш. 78°7′42″ зх. д. / 36.96083° пн. ш. 78.12833° зх. д. (36.960859, -78.128382).  За даними Бюро перепису населення США в 2010 році місто мало площу 5,97 км², уся площа — суходіл.

## Демографія
Згідно з переписом 2010 року, у місті мешкало 1257 осіб у 505 домогосподарствах у складі 334 родин. Густота населення становила 211 особа/км².  Було 596 помешкань (100/км²).
Расовий склад населення:
| - 53,1 % — білих - 37,4 % — чорних або афроамериканців - 0,5 % — корінних американців - 0,2 % — азіатів - 7,4 % — осіб інших рас |

До двох чи більше рас належало 1,5 %. Частка іспаномовних становила 9,5 % від усіх жителів.
За віковим діапазоном населення розподілялося таким чином: 23,2 % — особи молодші 18 років, 59,1 % — особи у віці 18—64 років, 17,7 % — особи у віці 65 років та старші. Медіана віку мешканця становила 40,1 року. На 100 осіб жіночої статі у місті припадало 92,5 чоловіків;  на 100 жінок у віці від 18 років та старших — 89,2 чоловіків також старших 18 років.
Середній дохід на одне домашнє господарство  становив 45 605 доларів США (медіана — 37 955), а середній дохід на одну сім'ю — 56 326 доларів (медіана — 47 794). За межею бідності перебувало 24,1 % осіб, у тому числі 29,2 % дітей у віці до 18 років та 19,9 % осіб у віці 65 років та старших.
Цивільне працевлаштоване населення становило 427 осіб. Основні галузі зайнятості: освіта, охорона здоров'я та соціальна допомога — 17,1 %, публічна адміністрація — 16,4 %, виробництво — 15,2 %.